# FN Forty-Nine
 (octobre 2024).
Si vous disposez d'ouvrages ou d'articles de référence ou si vous connaissez des sites web de qualité traitant du thème abordé ici, merci de compléter l'article en donnant les références utiles à sa vérifiabilité et en les liant à la section « Notes et références ».
Le FN Forty Nine est un pistolet semi-automatique, double action uniquement, conçu par FN Herstal. Il s'agit d'une arme chambrée en .40 S&W visant le marché américain des services de sécurité et de la police. Le Forty Nine n'a pourtant pas rencontré le succès commercial escompté et a donné lieu en 2003 au FNP-9/PRO-9 plus attractif.
Il est doté d'une carcasse en polymère, d'une culasse en acier inoxydable et d'un rail pour monter des accessoires sous le canon. Son mécanisme est inspiré du browning Hi-Power. Sa détente fonctionne en double action uniquement, ce qui signifie que le marteau ne peut être armé, il est uniquement actionné par la pression sur la détente. Ce fonctionnement simple et sûr nuit toutefois à la précision et à la cadence de tir en raison de l'importante pression (4,5 kg) à exercer sur la détente.

## Caractéristiques
- Calibre : .40 S&W
- Longueur : 19,7 cm
- Longueur du canon : 10,8 cm
- Poids : 0,740 kg
- Capacité : 10 coups